# Kostel svatého Petra a Pavla (Hlušovice)
Kostel svatého Petra a Pavla je filiální kostel  v Hlušovicích v okrese Olomouc. Spadá pod Římskokatolickou farnost Bohuňovice a konají se v něm pravidelné bohoslužby.

## Historie
Nejstarší církevní památkou v Hlušovicích byla kaplička zasvěcená sv. Floriánovi, která byla v roce 1930 zbořena. Obec neměla peníze na její údržbu a v souvislosti stavby kostela v Hlušovicích jí nebylo třeba. Se stavbou kostela se začalo v roce 1924. Stavbu financovali manželé Josef a Terezie Benýškovi. Ti se rozhodli na pozemku u školy postavit kostel na památku svých předčasně zemřelých dětí. Prvotní plány kostela vypracoval Petr Otčenášek z Bohuňovic. Tato stavba s rozpočtem 163 196 Kč ale nebyla povolena a bylo nutné plány přepracovat. Na nových plánech pracoval architekt Kučera z Brna. Rozpočet stoupl na 180 000 Kč, přičemž spory s památkovým úřadem se táhly dál.
Stavební materiál se svážel z nedalekého okolí za ochotného přispění obyvatel vesnice. Byly použity cihly z cihelny v Tovéři, kámen z Bělkovic a dřevo poskytl sám Josef Benýšek ze svého lesa.
Kostel byl dostavěn v roce 1926. Dne 29. června 1926 byl slavnostně vysvěcen olomouckým arcibiskupem Leopoldem Prečanem. Na akci přijely asi dva tisíce účastníků. Ve stejný den byly posvěceny také zvony a zakladatelé kostela manželé Benýškovi dostali apoštolské požehnání jako poděkování od samotného papeže. Celkové náklady na stavbu byly 363 376 Kč, a to včetně zařízení interiéru.
Manželé Benýškovi zamýšleli zřídit v blízkosti kostela také hřbitov. Vytipované místo bylo sice na jaře 1924 uznáno za vhodné, ale jelikož někteří občané protestovali, byla v prosinci 1926 stavba hřbitova obecní radou zamítnuta. O stavbě nového hřbitova bylo posléze rozhodnuto roku 1932.
V letech 1926–1929 byl kostel bez faráře. Následně sem byl přidělen p. Rudolf Svozil z Kostelce na Hané, který sloužil do roku 1959.
Zvony byly původně dva a nesly jména předčasně zemřelých dětí zakladatelů kostela, Františka a Františky Benýškových. Na věži vydržely do roku 1943, kdy byly zkonfiskovány pro zbrojní průmysl Třetí říše. Obec tedy jako náhradu zakoupila zvon o hmotnosti 20 kg z vítkovických železáren, který byl zavěšen ve zvonici. Duchovní R. Svozil uspořádal sbírku, ve které se vybralo téměř devět tisíc korun na pořízení nových větších zvonů. To se ale nepovedlo a místo toho byl zapůjčen menší zvon z Olomouce. Roku 2006 dostal kostel zvon úplně nový. Nový zvon vznikl díky finanční sbírce, která byla zahájena už roku 2004. Byl vyroben v Brodku u Přerova a do Hlušovic dorazil 17. června 2006.
V roce 2009 byl kostel zrekonstruován. Při rekonstrukci dostala omítka svou původní žlutou barvu a došlo k vyčištění plechové střechy.

## Popis
Kostel leží na ulici U Kostela při východním okraji obce Hlušovice. Poblíž prochází Železniční trať Olomouc–Šumperk. Do kostela se vstupuje ze severu, před vstupem stojí mramorový kříž z roku 1899, který původně stával před průčelím školy. Roku 2003 byl opraven.
V kostelní zahradě se nachází hrobka rodiny Benýškových, nad níž stojí malá kaple. Když v roce 1937 zemřel Josef Benýšek, byl pohřben nejprve v Bohuňovicích, ale později spočinul právě v této hrobce.
Uvnitř se nachází boční oltář Panny Marie svatokopecké od řezbáře Hanela z Nového Jičína.